# Båstad kammarmusikfestival
Båstad kammarmusikfestival är en årlig musikfestival anordnad av Båstads Kammarmusikförening i samarbete med Musik i Syd.
Föreningen bildades den 9 juni 1992 med det huvudsakliga syftet att årligen anordna en kammarmusikfestival i Båstad. Idén och initiativet till festivalen kom från oboisten Helen Jahren, som var konstnärlig ledare från starten till 2006 då klarinettisten Karin Dornbusch tog över. Hon efterträddes 2018 av pianisten Roland Pöntinen. Konstnärlig ledare från och med 2021 är den norska dirigenten Cathrine Winnes.